# Tricoma bergensis
Tricoma bergensis är en rundmaskart som först beskrevs av Alexander Schepotieff 1907.  Tricoma bergensis ingår i släktet Tricoma och familjen Desmoscolecidae. Inga underarter finns listade i Catalogue of Life.